# 元和王后
元和王后（원화왕후，?—?）崔氏，高麗成宗之女，生孝靜公主、天壽殿主。
初稱恒春殿王妃，後改常春殿王妃，契丹入侵，從國王高丽显宗南逃。高丽显宗八年（1017年）十二月，贈后外祖崔行言尙書左僕射，外祖母金氏為豊山郡大夫人，母崔氏為樂浪郡大夫人。去世后諡號元和王后。

## 家族
- 外祖父：崔行言
- 父：高麗成宗
- 母：樂浪郡大夫人崔氏
- 夫：高丽显宗
- 女：孝靜公主、天壽殿主